# NIC-62
La NIC-62  es una importante carretera nacional clasificada como colectora principal en Nicaragua. Esta vía comienza en el Oeste en la NIC-34B y NN-211 en Las Salinas, Departamento de Rivas y culmina en el Este en la NIC-2 en Rivas, departamento de Rivas.

## Extensión
Con una extensión de 25,04 millas (40,3 km), la NIC-62 juega un rol clave en la conectividad y transporte de la región.